# Winzerhaus Acker 10

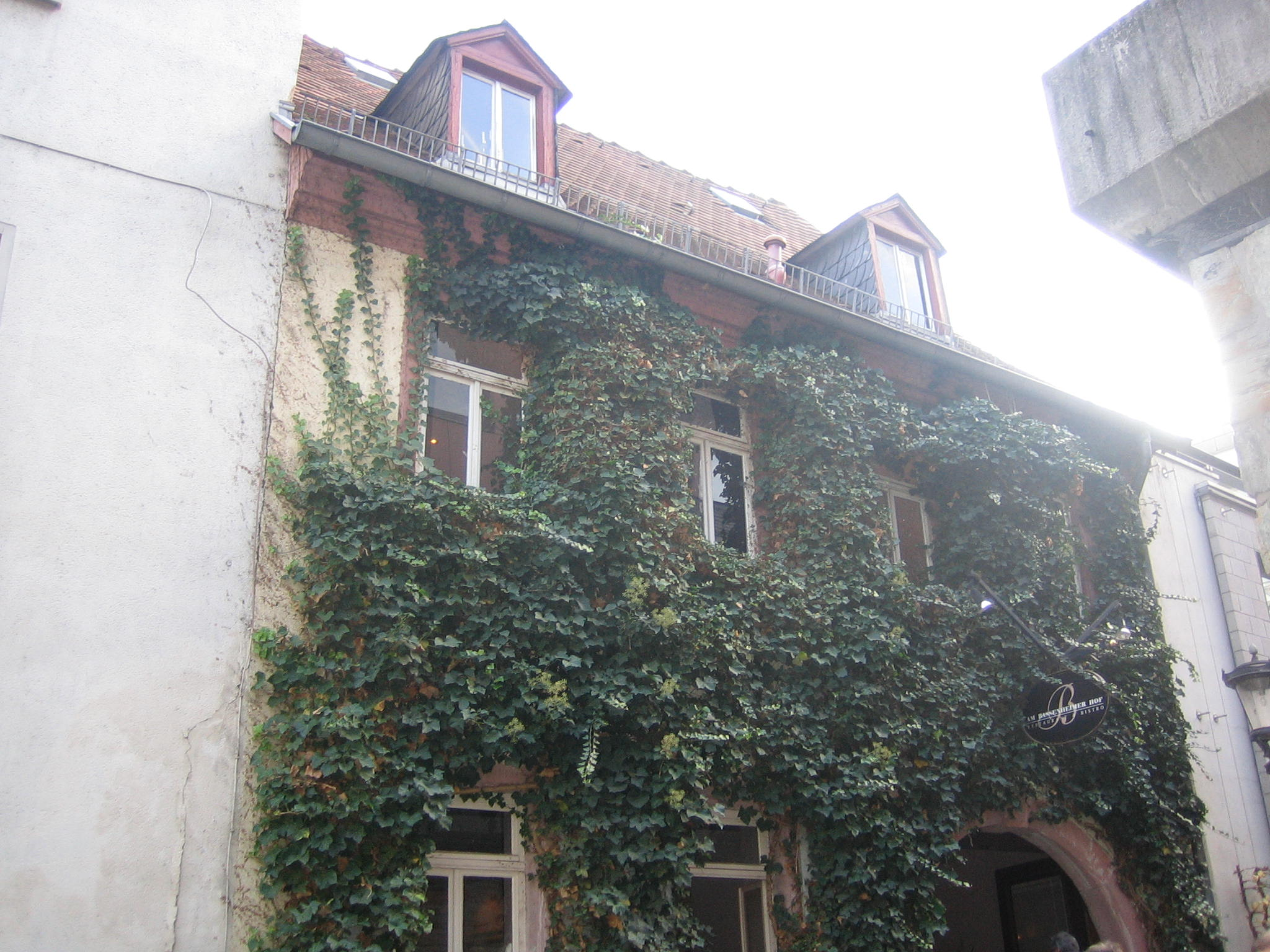
Vorderansicht des Winzerhauses

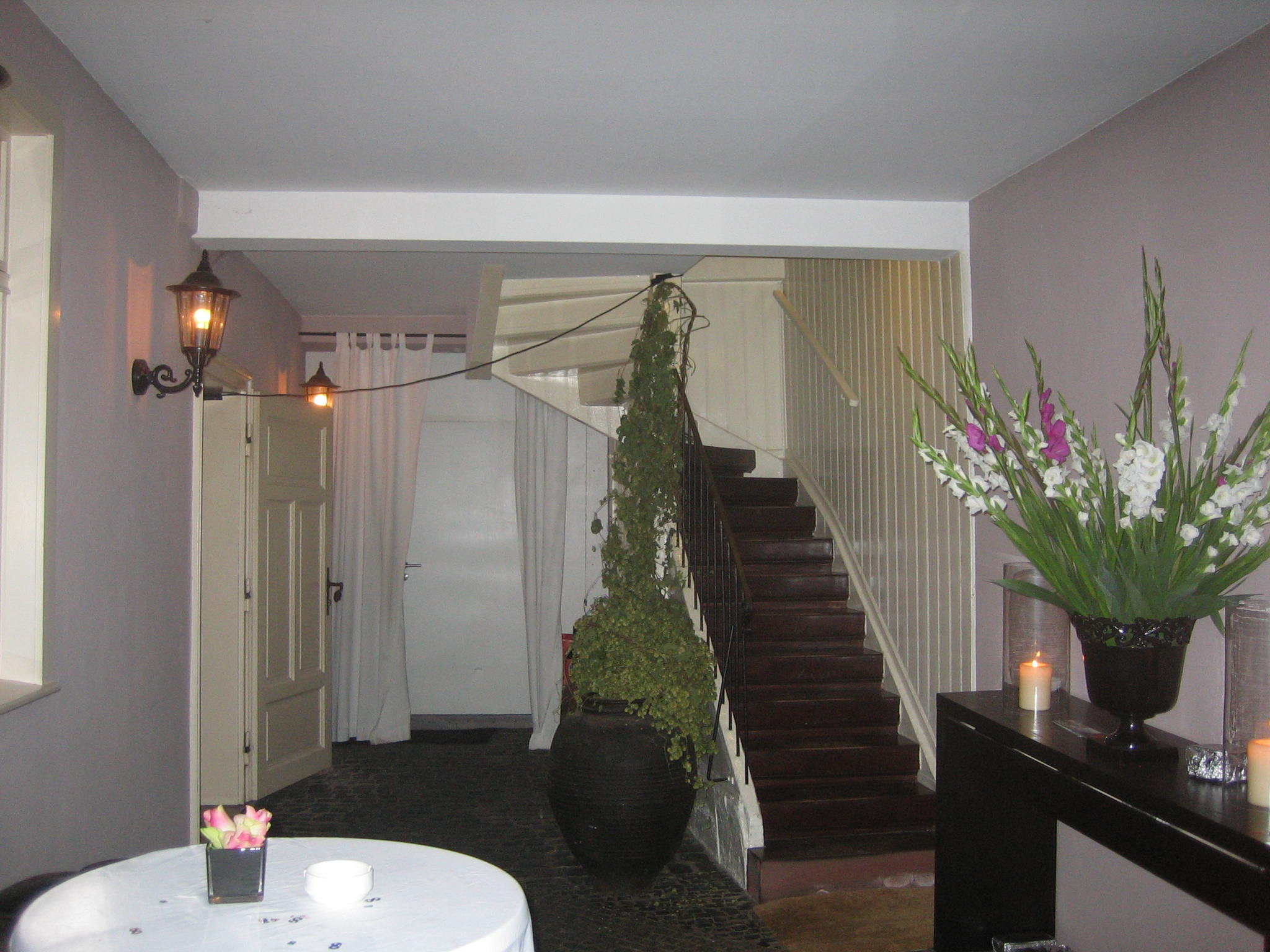
Torfahrt als Eingangsbereich gestaltet

Das Winzerhaus Acker 10 war ein Winzerhaus mit Nebengebäude und beherbergt heute ein Restaurant. Es steht in der Altstadt der rheinland-pfälzischen Landeshauptstadt Mainz und ist als Kulturdenkmal eingestuft.

## Beschreibung
Hof und Rückgebäude gehen auf das späte 18. Jahrhundert zurück. Die Hofanlage wird kulturgeschichtlich als nachbarock klassifiziert. Bis zur Stadterweiterung der 1870er Jahre befand sich das Gebäude an der Bebauungsgrenze, an die sich einige der letzten Weinberge innerhalb der Stadtmauer anschlossen, die jedoch aufgrund des Flächenbedarfs in den 1850er Jahren bebaut wurden. Das heute mit Nebengebäude unter Denkmalschutz stehende Winzerhaus ist auf einem Schlussstein datiert auf das Jahr 1794. Es handelt sich um einen Putzbau, der teilweise wohl Fachwerk verdeckt.
Die Fassade des zweigeschossigen Gebäudes ist vollständig mit wildem Wein bedeckt. Das Ensemble wird durch ein rundbogenförmiges Einfahrtsportal mit teilweise verglastem Holztor erschlossen. Das Gebäude wird durch vier Fensterachsen gegliedert.

## Nutzung
Heute wird das Gebäude ausschließlich für die Gastronomie benutzt. Der zweistöckige Hofanbau umschließt einen kleinen Innenhof, der im Sommer ebenfalls gastronomisch genutzt wird. Das Treppenhaus befindet sich außen liegend in der Hofeinfahrt.

## Umgebung
Das Restaurant mit dem Namen Am Bassenheimer Hof befindet sich direkt südlich neben dem touristisch bekannteren Stadtpalais Bassenheimer Hof, jedoch in einer kleinen gepflasterten Sackgasse. Hier tafelte am 23. Februar 2005 auch Laura Bush, als ihr Gatte Deutschland besuchte. Im Gästebuch ist auch Juliette Gréco mit dem Eintrag „Merci de tout mon cœur“ zu finden.
Koordinaten: 49° 59′ 50,7″ N, 8° 16′ 3″ O